# Matt Stinson
Matt Stinson (* 9. September 1992 in Toronto, Ontario) ist ein kanadischer Fußballspieler. Der Mittelfeldspieler spielte zuletzt für Toronto FC in der Major League Soccer.

## Werdegang
Nachdem Stinson in seiner Kindheit und Jugend bei verschiedenen kanadischen Vereinen gespielt hatte, wechselte er im Alter von 16 Jahren an die Jugendakademie vom Toronto FC, der Toronto FC Academy, um sich dort professionell ausbilden zu lassen. Er konnte dort mit guten Leistungen überzeugen und wurde zum Mannschaftskapitän der Akademie-Mannschaft ernannt. Im Jahr 2010 verließ er die Akademie für sein Studium an der Winthrop University in South Carolina. Dort spielte er für die Fußball-Auswahlmannschaft der Universität und machte weiterhin durch gute Leistungen auf sich aufmerksam.
Anfang 2011 reiste Stinson mit der Profimannschaft des Toronto FC ins Trainingslager in die Türkei. Aufgrund seiner Leistungen im Trainingslager und der weiteren Saisonvorbereitung wurde Stinson schließlich ein Profivertrag beim Toronto FC angeboten, den er am 17. März 2011 unterzeichnete. 
Sein erstes Profispiel machte Stinson am 25. Juni 2011 im Ligaspiel der Major League Soccer gegen Real Salt Lake, als er für Javier Martina eingewechselt wurde. Insgesamt kam er in der Saison 2011 auf 13 Einsätze, davon fünf von Beginn an. Er bereitete ein Tor vor. Außerdem kam er in sechs Spielen der CONCACAF Champions League 2011/12 zum Einsatz, in vier davon stand er in der Startaufstellung.
In der Saison 2012 spielte Stinson nur noch vier Ligaspiele, in der Saison 2013 kam Stinson nicht mehr zum Einsatz. Zum Ende der Saison 2013 verließ Stinson den Toronto FC und kehrte dem Profisport zunächst den Rücken, um sich auf sein Studium an der York University in Toronto zu konzentrieren. Er ist für die Auswahlmannschaft der Universität aktiv.

### Nationalmannschaften
Stinson spielte auch für die U-20- und U-23-Nationalmannschaft Kanadas. Sein Debüt für die Kanadische A-Nationalmannschaft gab er am 29. Januar 2013, als er in einem Testspiel gegen die Auswahl der USA eingewechselt wurde. Stinson war auch für die Qualifikationsspiele für die Weltmeisterschaft 2014 vorgesehen, konnte an diesen aber verletzungsbedingt nicht teilnehmen.